# داريل روبنسون
داريل روبنسون (بالإنجليزية: Darrell Robinson) هو منافس ألعاب قوى أمريكي، ولد في 23 ديسمبر 1963 في تاكوما في الولايات المتحدة.

## وصلات خارجية
- داريل روبنسون على موقع الاتحاد الدولي لألعاب القوى (الإنجليزية)